# Pharcidia pelvetiae
Pharcidia pelvetiae är en svampart som beskrevs av G.K. Sutherl. 1915. Pharcidia pelvetiae ingår i släktet Pharcidia och familjen Mycosphaerellaceae.   Inga underarter finns listade i Catalogue of Life.